# Liste der Baudenkmäler in Gsies
Die Liste der Baudenkmäler in Gsies (italienisch Valle di Casies) enthält die 38 als Baudenkmäler ausgewiesenen Objekte auf dem Gebiet der Gemeinde Gsies in Südtirol.
Basis ist das im Internet einsehbare offizielle Verzeichnis der Baudenkmäler in Südtirol. Dabei kann es sich beispielsweise um Sakralbauten, Wohnhäuser, Bauernhöfe und Adelsansitze handeln. Die Reihenfolge in dieser Liste orientiert sich an der Bezeichnung, alternativ ist sie auch nach der Adresse oder dem Datum der Unterschutzstellung sortierbar.

## Liste
| Foto |                 | Bezeichnung                                                          | Standort                                               | Eintragung                  | Beschreibung | Metadaten                                                      |
| ---- | --------------- | -------------------------------------------------------------------- | ------------------------------------------------------ | --------------------------- | --- | -------------------------------------------------------------- |
| BW   | Datei hochladen | Außerschmieder ID: 15035                                             | 46° 50′ 9″ N, 12° 14′ 20″ O                            | 16. Feb. 1987 (BLR-LAB 607) | Ländliches Wohnhaus/Bauernhof | KG: Sankta Magdalena in Gsies Bauparzelle: 11                  |
| BW   | Datei hochladen | Florianskapelle in Unterplanken ID: 15028                            | 46° 46′ 19″ N, 12° 11′ 38″ O                           | 16. Feb. 1987 (BLR-LAB 607) | Kapelle | KG: Pichl Bauparzelle: 457                                     |
| BW   | Datei hochladen | Gasthaus Kahn ID: 15055                                              | St. Martin 19 46° 48′ 44″ N, 12° 13′ 46″ O             | 16. Feb. 1987 (BLR-LAB 607) | Gasthaus | KG: Sankt Martin in Gsies Bauparzelle: 569/1                   |
| BW   | Datei hochladen | Hanser ID: 15043                                                     | 46° 49′ 23″ N, 12° 14′ 3″ O                            | 16. Feb. 1987 (BLR-LAB 607) | Ländliches Wohnhaus/Bauernhof | KG: Sankta Magdalena in Gsies Bauparzelle: 263/1, 263/2        |
| BW   | Datei hochladen | Haspinger-Schießstand ID: 15058                                      | 46° 48′ 45″ N, 12° 13′ 52″ O                           | 16. Feb. 1987 (BLR-LAB 607) | Schießstand | KG: Sankt Martin in Gsies Bauparzelle: 625                     |
| BW   | Datei hochladen | Hauser ID: 15026                                                     | 46° 46′ 23″ N, 12° 11′ 23″ O                           | 16. Feb. 1987 (BLR-LAB 607) | Ländliches Wohnhaus/Bauernhof | KG: Pichl Bauparzelle: 442                                     |
| ja   | Datei hochladen | Herz-Jesu-Kapelle ID: 15032                                          | 46° 46′ 57″ N, 12° 11′ 54″ O                           | 16. Feb. 1987 (BLR-LAB 607) | Kapelle | KG: Pichl Bauparzelle: 505                                     |
| ja   | Datei hochladen | Hinterhuber-Mühle ID: 15039                                          | 46° 50′ 25″ N, 12° 14′ 22″ O                           | 16. Feb. 1987 (BLR-LAB 607) | Mühle | KG: Sankta Magdalena in Gsies Bauparzelle: 32                  |
| BW   | Datei hochladen | Kapelle beim Gatterer ID: 15056                                      | 46° 49′ 59″ N, 12° 14′ 42″ O                           | 16. Feb. 1987 (BLR-LAB 607) | Kapelle | KG: Sankt Martin in Gsies Bauparzelle: 619                     |
| ja   | Datei hochladen | Kapelle im Ampfertal ID: 15041                                       | 46° 50′ 39″ N, 12° 14′ 20″ O                           | 16. Feb. 1987 (BLR-LAB 607) | Kapelle | KG: Sankta Magdalena in Gsies Bauparzelle: 49                  |
| ja   | Datei hochladen | Kapelle in Schindelholz ID: 15023                                    | 46° 46′ 41″ N, 12° 9′ 34″ O                            | 16. Feb. 1987 (BLR-LAB 607) | Kapelle | KG: Pichl Bauparzelle: 386                                     |
| BW   | Datei hochladen | Kapelle in Weißberg ID: 15045                                        | 46° 50′ 21″ N, 12° 14′ 14″ O                           | 16. Feb. 1987 (BLR-LAB 607) | Kapelle | KG: Sankta Magdalena in Gsies Grundparzelle: 359, 818          |
| ja   | Datei hochladen | Keil mit Kornkasten und Antoniuskapelle ID: 15047                    | 46° 50′ 25″ N, 12° 14′ 57″ O                           | 16. Feb. 1987 (BLR-LAB 607) | Ländliches Wohnhaus/Bauernhof | KG: Sankt Martin in Gsies Bauparzelle: 144                     |
| BW   | Datei hochladen | Kornkasten beim Hinterkradorfer ID: 15050                            | 46° 49′ 51″ N, 12° 14′ 29″ O                           | 16. Feb. 1987 (BLR-LAB 607) | Kornkasten | KG: Sankt Martin in Gsies Bauparzelle: 221/3                   |
| BW   | Datei hochladen | Lafer ID: 15036                                                      | 46° 50′ 18″ N, 12° 14′ 36″ O                           | 16. Feb. 1987 (BLR-LAB 607) | Ländliches Wohnhaus/Bauernhof | KG: Sankta Magdalena in Gsies Bauparzelle: 13                  |
| BW   | Datei hochladen | Lourdeskapelle beim Mudler ID: 15057                                 | 46° 48′ 16″ N, 12° 13′ 8″ O                            | 16. Feb. 1987 (BLR-LAB 607) | Kapelle | KG: Sankt Martin in Gsies Bauparzelle: 622                     |
| ja   | Datei hochladen | Lourdeskapelle in Henzing ID: 15033                                  | 46° 46′ 15″ N, 12° 10′ 12″ O                           | 16. Feb. 1987 (BLR-LAB 607) | Kapelle | KG: Pichl Bauparzelle: 525                                     |
| BW   | Datei hochladen | Maria-Heimsuchungs-Kapelle beim Außermair ID: 15053                  | 46° 48′ 32″ N, 12° 13′ 16″ O                           | 8. Mai 1950 (MD)            | Kapelle | KG: Sankt Martin in Gsies Bauparzelle: 549                     |
| ja   | Datei hochladen | Maria-Hilf-Kapelle in Durnwald ID: 18055                             | 46° 46′ 5″ N, 12° 10′ 46″ O                            | 16. Feb. 1987 (BLR-LAB 607) | Kapelle | KG: Pichl Bauparzelle: 491                                     |
| BW   | Datei hochladen | Mudler ID: 15022                                                     | Preindl 49 46° 46′ 57″ N, 12° 11′ 26″ O                | 16. Feb. 1987 (BLR-LAB 607) | Ländliches Wohnhaus/Bauernhof | KG: Pichl Bauparzelle: 355                                     |
| BW   | Datei hochladen | Mühle am Finnbach ID: 15038                                          | 46° 50′ 21″ N, 12° 14′ 22″ O                           | 16. Feb. 1987 (BLR-LAB 607) | Mühle | KG: Sankta Magdalena in Gsies Bauparzelle: 24                  |
| BW   | Datei hochladen | Mutz ID: 15027                                                       | 46° 46′ 21″ N, 12° 11′ 31″ O                           | 16. Feb. 1987 (BLR-LAB 607) | Ländliches Wohnhaus/Bauernhof | KG: Pichl Bauparzelle: 454                                     |
| BW   | Datei hochladen | Nothelfer-Kapelle in Oberplanken ID: 15051                           | 46° 47′ 32″ N, 12° 12′ 26″ O                           | 16. Feb. 1987 (BLR-LAB 607) | Kapelle | KG: Sankt Martin in Gsies Bauparzelle: 513                     |
| BW   | Datei hochladen | Obergschwendt (Alt-Hintner) ID: 15024                                | 46° 46′ 30″ N, 12° 10′ 27″ O                           | 16. Feb. 1987 (BLR-LAB 607) | Ländliches Wohnhaus/Bauernhof | KG: Pichl Bauparzelle: 418                                     |
| ja   | Datei hochladen | Oberhuber ID: 50475                                                  | 46° 50′ 29″ N, 12° 14′ 20″ O                           | 4. Feb. 2008 (BLR-LAB 315)  | Ländliches Wohnhaus/Bauernhof | KG: Sankta Magdalena in Gsies Bauparzelle: 37                  |
| ja   | Datei hochladen | Oberhuber-Mühle ID: 15042                                            | 46° 50′ 26″ N, 12° 14′ 20″ O                           | 16. Feb. 1987 (BLR-LAB 607) | Mühle | KG: Sankta Magdalena in Gsies Bauparzelle: 60                  |
| BW   | Datei hochladen | Obersiegler ID: 15029                                                | 46° 46′ 19″ N, 12° 11′ 46″ O                           | 16. Feb. 1987 (BLR-LAB 607) | Ländliches Wohnhaus/Bauernhof | KG: Pichl Bauparzelle: 472                                     |
| ja   | Datei hochladen | Pfarrkirche St. Magdalena mit Kapelle und Friedhof ID: 15034         | 46° 50′ 5″ N, 12° 14′ 20″ O                            | 16. Feb. 1987 (BLR-LAB 607) | Die 1488 geweihte Kirche ist ein spätgotischer Bau mit polygonalem Chorabschluss und Spitzturm. Das Langhaus wurde 1840 um ein Joch verlängert und die Rippen 1960 neu angebracht. Im Chor befinden sich Sternrippengewölbe, im 1952 angebauten Hauptschiff Kreuzgratgewölbe. Neben der Kirche steht auch die Friedhofskapelle und der Friedhof unter Denkmalschutz. Die Friedhofskapelle wurde Mitte des 19. Jahrhunderts mit Kreuzgratgewölbe über quadratischem Grundriss erbaut. | KG: Sankta Magdalena in Gsies Bauparzelle: 1 Grundparzelle: 1  |
| ja   | Datei hochladen | Pfarrkirche St. Martin mit Friedhof ID: 15054                        | 46° 48′ 43″ N, 12° 13′ 43″ O                           | 16. Feb. 1987 (BLR-LAB 607) | Kirche aus dem Jahr 1777 | KG: Sankt Martin in Gsies Bauparzelle: 567 Grundparzelle: 3714 |
| ja   | Datei hochladen | Pfarrkirche St. Nikolaus mit Friedhofskapelle und Friedhof ID: 15025 | 46° 46′ 34″ N, 12° 10′ 57″ O                           | 16. Feb. 1987 (BLR-LAB 607) | Kirche | KG: Pichl Bauparzelle: 424 Grundparzelle: 2851                 |
| BW   | Datei hochladen | Rainer ID: 15037                                                     | 46° 50′ 15″ N, 12° 14′ 35″ O                           | 16. Feb. 1987 (BLR-LAB 607) | Ländliches Wohnhaus/Bauernhof | KG: Sankta Magdalena in Gsies Bauparzelle: 20                  |
| BW   | Datei hochladen | Reier ID: 15049                                                      | Pater-Haspinger-Str. 12 46° 49′ 52″ N, 12° 14′ 33″ O   | 16. Feb. 1987 (BLR-LAB 607) | Ländliches Wohnhaus/Bauernhof | KG: Sankt Martin in Gsies Bauparzelle: 217/1, 217/2            |
| BW   | Datei hochladen | Schenke ID: 15052                                                    | Schenke 9 46° 47′ 39″ N, 12° 12′ 33″ O                 | 16. Feb. 1987 (BLR-LAB 607) | Wohngebäude | KG: Sankt Martin in Gsies Bauparzelle: 517                     |
| ja   | Datei hochladen | Simmerle ID: 15044                                                   | 46° 49′ 16″ N, 12° 13′ 55″ O                           | 16. Feb. 1987 (BLR-LAB 607) | Ländliches Wohnhaus/Bauernhof | KG: Sankta Magdalena in Gsies Bauparzelle: 275                 |
| BW   | Datei hochladen | Specker ID: 15048                                                    | Pater-Haspinger-Straße 26 46° 50′ 13″ N, 12° 14′ 43″ O | 16. Feb. 1987 (BLR-LAB 607) | Wohngebäude | KG: Sankt Martin in Gsies Bauparzelle: 148                     |
| ja   | Datei hochladen | St.-Anna-Stöckl (Mooswalder-Kapelle) ID: 15046                       | 46° 50′ 53″ N, 12° 15′ 5″ O                            | 16. Feb. 1987 (BLR-LAB 607) | Kapelle | KG: Sankt Martin in Gsies Bauparzelle: 133                     |
| BW   | Datei hochladen | Untersinner mit Kapelle ID: 50087                                    | 46° 45′ 55″ N, 12° 9′ 41″ O                            | 16. Feb. 1987 (BLR-LAB 607) | Ländliches Wohnhaus/Bauernhof; die Kapelle befindet sich wenige Meter östlich. | KG: Pichl Bauparzelle: 496/2, 497                              |
| BW   | Datei hochladen | Weber ID: 15030                                                      | 46° 46′ 7″ N, 12° 10′ 45″ O                            | 16. Feb. 1987 (BLR-LAB 607) | Ländliches Wohnhaus/Bauernhof | KG: Pichl Bauparzelle: 485                                     |

Falls bei einem Baudenkmal keine Koordinaten bekannt sind, werden ersatzweise die Katasterdaten zum Zeitpunkt der Unterschutzstellung angegeben. Diese sind weder offiziell noch zwingend aktuell.
Die vom Landesdenkmalamt übernommenen Adressen können veraltet sein.
| Foto:   | Fotografie des Denkmals. Klicken des Fotos erzeugt eine vergrößerte Ansicht. Daneben finden sich zwei Symbole: |
| ID      | Identifikator beim Südtiroler Landesdenkmalamt                                                                 |
| KG      | Katastralgemeinde                                                                                              |
| MD      | Ministerialdekret                                                                                              |
| BLR-LAB | Beschluss der Landesregierung – Landesausschussbeschluss                                                       |